# Bill Hinzman
Samuel William Hinzman (Coraopolis, Pensilvania, Estados Unidos; 24 de octubre de 1936 - Darlington, Pensilvania, Estados Unidos; 5 de febrero de 2012) más conocido como Bill Hizman, fue un actor y director de cine estadounidense.
El primer papel de Hinzman fue el zombi del cementerio en la popular película de terror La noche de los muertos vivientes (1968). Repitió el papel en nuevas escenas que se filmaron para la edición del 30 aniversario de la película. También interpretó papeles en las películas Legion of the Night (1995), Santa Claws (1996), Evil Ambitions (1996) y The Drunken Dead Guy (2005).
Su último papel fue en River of Darkness, donde interpretó un papel principal junto a Kurt Angle, Kevin Nash y Sid Eudy.
Posteriormente dirigió las películas The Majorettes (1986) y Flesh Eater (1988). 
Durante el rodaje de La noche de los muertos vivientes, el miembro del equipo Gary Streiner se prendió fuego accidentalmente mientras intentaba encender un accesorio con gasolina. Bill Hinzman logró apagar el fuego, salvando la vida de Streiner.

## Muerte
Hinzman murió el 5 de febrero de 2012 a causa de un cáncer. Su muerte ocurrió el mismo día que la de Josephine Streiner (1918-2012) que también formó de la tripulación que interpretó a un zombi en La noche de los muertos vivientes.

## Filmografía
| Año  | Título                            | Papel                                     | Notas            |
| ---- | --------------------------------- | ----------------------------------------- | ---------------- |
| 1968 | Noche de los muertos vivientes    | Zombi # 1                                 |                  |
| 1971 | There's Always Vanilla            | Chico borracho en bar                     |                  |
| 1972 | Season of the Witch               | El intruso                                |                  |
| 1973 | The Crazies                       | Disparo loco en el consultorio del médico |                  |
| 1981 | Knightriders                      | Arquero bigotudo en árbol                 | Sin acreditar    |
| 1987 | The Majorettes                    | Sargento Sanders                          | También director |
| 1988 | Flesh Eater                       | Carnívoro                                 | También director |
| 1995 | Legion of the Night               | Dr. Bloom                                 |                  |
| 1996 | Santa Claws                       | Director                                  |                  |
| 1996 | Evil Ambitions                    | Miles Bishop                              |                  |
| 2005 | El muerto borracho                | El zombi experimentado                    |                  |
| 2006 | Shadow: Dead Riot                 | Romero el Zombi                           |                  |
| 2009 | El Spookshow                      | Barman                                    |                  |
| 2009 | Vino de Trafalgar                 | Zombi # 1                                 |                  |
| 2011 | River of Darkness                 | Harvey Hix                                |                  |
| 2011 | Mimesis: Night of the Living Dead | Zombi                                     |                  |